# Томас Вернерсон
Томас Вернерсон (швед. Thomas Wernerson, нар. 15 червня 1955, Несше, Швеція) — шведський футболіст, що грав на позиції воротаря.

## Кар'єра
Почав грати у футбол у команді ІФ «Хендскеридс» з рідного міста, але його футбольне виховання продовжилося в ФФ «Отвідабергс», де дебютував у головній команді у віці 19 років і провів 5 сезонів у вищому дивізіоні шведського футболу – Аллсвенскан, зігравши 101 гру.
У 1981 році переїхав до ІФК «Гетеборга», де виграв усі головні футбольні трофеї: чотири титули чемпіона Швеції у 1982, 1983, 1984 та 1987 роках, двічі став володарем Кубка Швеції у 1982 та 1983 роках та двічі Кубку УЄФА у сезонах 1981/82 та 1986/87.  Всього зіграв 370 матчів і забив один гол за команду Гетеборга у період з 1981 по 1989 роки. 153 матчі були зіграні в Аллсвенскан, з них 56 відстояв на «нуль».
Зіграв 9 матчів за збірну Швеції у період з 1979 по 1985 роки.
Закінчивши кар'єру, продовжив працювати директором рідного клубу в Гетеборзі до 1998 року. 

## Єврокубки
У складі «Гетеборга» провів 7 сезонів у клубних турнірах УЄФА, зігравши 41 гру, пропустивши 36 м'ячів у період з осені 1981 по осінь 1988. Найкращі результати — перемоги в Кубку УЄФА 1981–82 та 1986–87.

### Статистика виступів у єврокубках по сезонах
| Сезон             | Клуб              | Турнір          | Досягнення    | Матчі | Перемоги | Нічиї | Поразки | Голи     |
| ----------------- | ----------------- | --------------- | ------------- | ----- | -------- | ----- | ------- | -------- |
| 1981-82           | «Гетеборг»        | Кубок УЄФА      |               | 12    | 9        | 3     | 0       | -11 (-2) |
| 1982-83           | «Гетеборг»        | Кубок кубків    | 1/16 фіналу   | 2     | 0        | 1     | 1       | -4       |
| 1983-84           | «Гетеборг»        | Кубок чемпіонів | 1/16 фіналу   | 2     | 1        | 0     | 1       | -4       |
| 1984-85           | «Гетеборг»        | Кубок чемпіонів | 1/4 фіналу    | 5     | 4        | 0     | 1       | -3 (-2)  |
| 1985-86           | «Гетеборг»        | Кубок чемпіонів | Півфінал      | 7     | 3        | 2     | 2       | -7       |
| 1986-87           | «Гетеборг»        | Кубок УЄФА      |               | 11    | 7        | 4     | 0       | -5       |
| 1987-88           | «Гетеборг»        | Кубок УЄФА      | 1/16 фіналу   | 2     | 0        | 1     | 1       | -2       |
| Усього за кар'єру | Усього за кар'єру | 7 євросезонів   | 7 євросезонів | 41    | 24       | 11    | 6       | -36 (-4) |

- в дужках голи, пропущені з пенальті.

### Статистика по турнірах
| Турнір          | Сезони | Матчі | Перемоги | Нічиї | Поразки | Голи     |
| --------------- | ------ | ----- | -------- | ----- | ------- | -------- |
| Кубок чемпіонів | 3      | 14    | 8        | 2     | 4       | -14 (-2) |
| Кубок кубків    | 1      | 2     | 0        | 1     | 1       | -4       |
| Кубок УЄФА      | 3      | 25    | 16       | 8     | 1       | -18 (-2) |

### Єврокубкова статистика: сезони, турніри, матчі, голи
1 — перший матч;

2 — другий матч;

3 — відбив післяматчевий пенальті, при наведенні курсора вказано прізвище того, хто не забив;

 — гол, пропущений з пенальті в основний або додатковий час, при наведенні курсора вказано прізвище того, хто забив;.

## Титули і досягнення
«Гетеборг»
- Чемпіонат Швеції
  - Чемпіон (4): 1982, 1983, 1984, 1987
- Кубок Швеції
  - Володар (2): 1982,[3] 1983
- Кубок УЄФА
  - Володар (2): 1981-82, 1986-87

## Особисте життя
У 1987 році став переможцем у телегрі на Шведському телебаченні, на якому з 1998 по 2016 рік працював коментатором футбольних матчів та експертом в аналітичних програмах. 
Працює у сфері продажу матеріалів зі штучного покриття, серед іншого, для футбольних майданчиків.